# Skogshare
Skogshare (Lepus timidus) är en art av hare som förekommer över stora delar av Palearktis, främst i tajgaområden. Den är brungrå på sommaren och vit på vintern med svarta spetsar på öronen. Den är ett populärt jaktvilt.

## Utseende och fältkännetecken

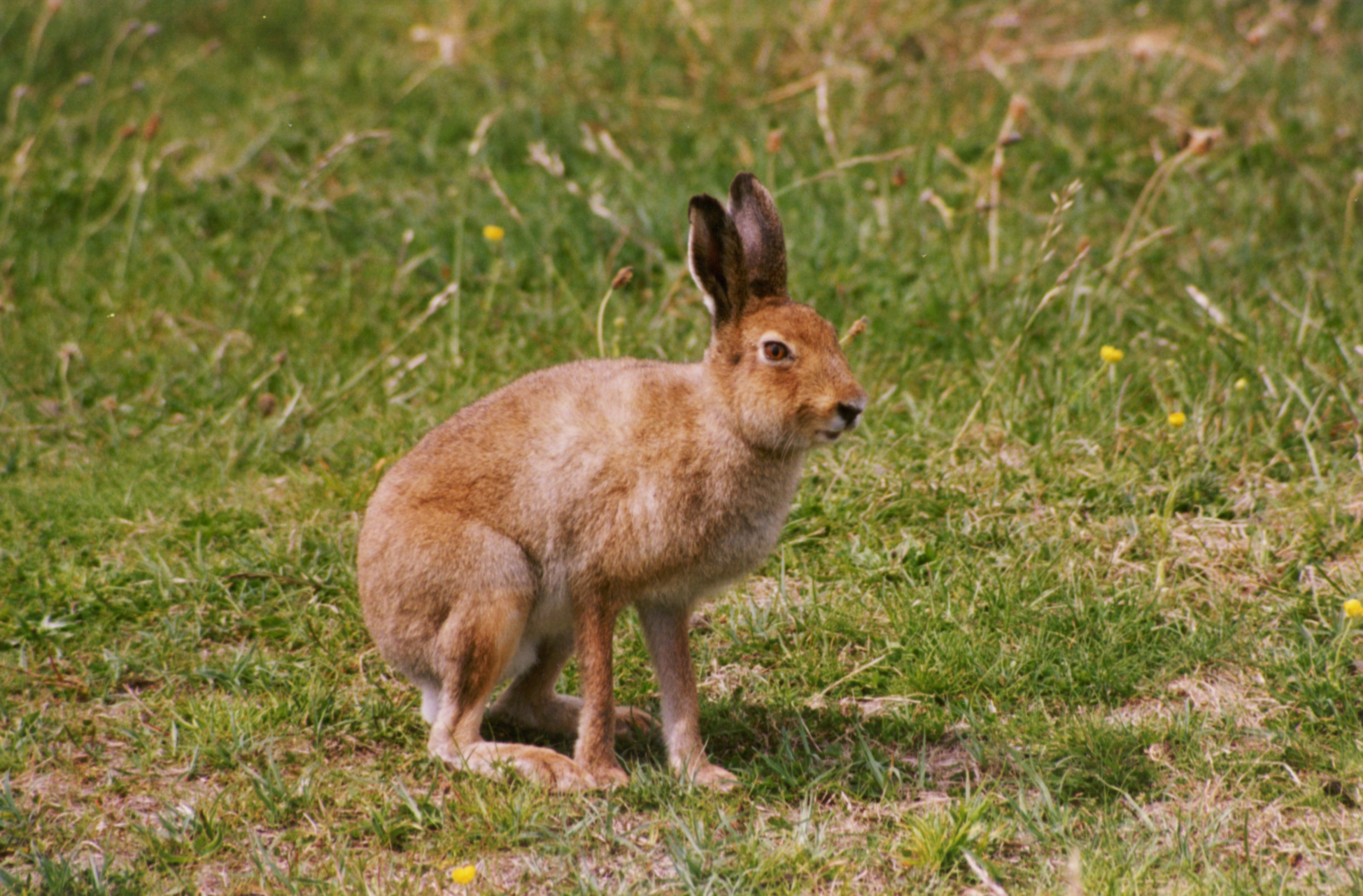
Hona fotograferad på Irland.

Skogsharen har en kroppslängd på 46–65 centimeter, med en svanslängd på 4,3–8 cm och en vikt på 2–4 kg. Sommartid är den grå eller brun med ljusare buk medan den inför vintern anlägger en vit eller blågrå päls. Spetsen av öronen är såväl sommar som vinter svarta men utbredningen kan variera. Den skiljs från fältharen genom kortare öron och kort svans, som till största delen är vit och ovan gråaktig och irisen är brun till svart hos skogsharen medan fältharens iris är ljust brungul. Könen är utseendemässigt lika men honorna är oftast något större, vilket är ovanligt hos däggdjur. Spåret efter skogsharen är karakteristiskt med efter varandra ställda framfotsstämplar och i bredd stående avtryck av bakfötterna.

## Utbredning och systematik
Skogsharen förekommer främst i arktiskt och subarktiskt klimat. Den förekommer över stora delar av Palearktis och dess utbredningsområde sträcker sig från Fennoskandia till östra Sibirien. Det förekommer även isolerade populationer i Alperna, på Irland, i Polen, Storbritannien och Hokkaidō. Den har även introducerats till Shetlandsöarna och Färöarna. De nordligaste populationerna förekommer på 75° N i Ryssland och Skandinavien, och de sydligaste på 40–50° N.
Skogsharen delas idag upp i 15 underarter:
- L. t. ainu - typlokal: Hokkaido
- L. t. begitschevi - typlokal: Tajmyrhalvön
- L. t. gichiganus - typlokal: Gichiga, väster om Ochotska havet
- L. t. hibernicus - typlokal: Irland
- L. t. kamtschaticus - typlokal: Kamtjatka
- L. t. kolymensis - typlokal: Pokhodskoe, vid floden Kolyma, nordöstra Sibirien
- L. t. kozhevnikovi - typlokal: Ongudai, Altai
- L. t. lugubris - typlokal:
- L. t. mordeni - typlokal: floden Manoma, östra Sibirien
- L. t. orii - typlokal: Nayoro, Sachalin
- L. t. scoticus - typlokal: norra Skottland
- L. t. sibiricorum - typlokal: Chulymdalen, sydvästra Sibirien
- L. t. timidus - typlokal: Uppsala, Sverige
- L. t. transbaicalicus - typlokal: vid Bajkalsjön, Sibirien
- L. t. varronis - typlokal: Heinzenberg, Schweiz

Polarharen (Lepus arcticus), som förekommer på Grönland och i norra Kanada, har tidigare ibland behandlats som en underart till skogsharen men betraktas numera som egen art. Ibland behandlas även populationen på Kurilerna som underarten L. t. abei.

## Levnadssätt

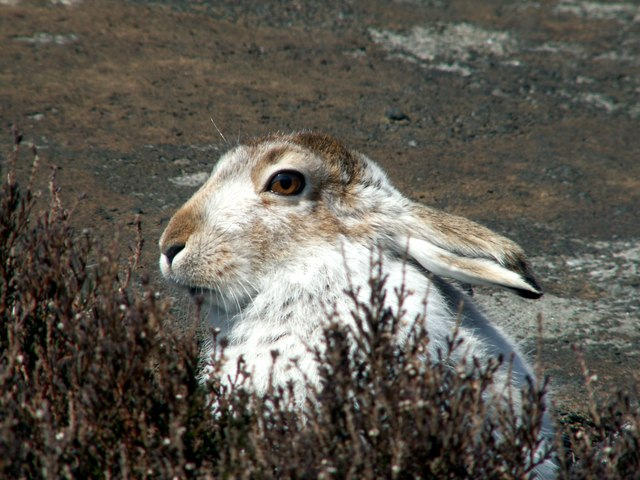
Inför vintern anlägger skogsharen en vit päls.

Över merparten av sitt utbredningsområde lever skogsharen i tajgans barrskog men även mer sällsynt i hedlandskap, exempelvis i Storbritannien. Ytterligare förekommer den på gräsmark i bergsområden, i trädplantage och torra steniga sluttningar. I områden där fälthare saknas lever även skogshare i låglänta områden på betes- och odlingsmark.
Skogsharen är mest aktiv i skymningen och på natten och tillbringar dagen i vila, ofta i en jordhåla, en skreva eller i snö. Under parningsperioden är den dock mer dagaktiv. Den har mycket bra hörsel medan synen troligtvis inte är så bra, åtminstone inte vid fullt dagsljus.[källa behövs] Till följd av sina långa bakre extremiteter kan haren endast ta sig fram med språng. Innan skogsharen tar vila för dagen går den ofta tillbaka ett stycke i sitt eget spår. Sedan hoppar den åt sidan. Detta upprepas några gånger, för att vilseleda eventuella predatorer.[källa behövs] Denna teknik nyttjar den även om den jagas. Den kan även försöka att bli av med jagande predatorer genom att springa ned i fuktiga marker.[källa behövs]
Skogsharens föda består av kvistar, gräs och andra växtdelar. Skogsharen är koprofag, vilket innebär att de äter sin egen avföring. Detta gör de eftersom de saknar blindtarm. Det är ungefär som när kor idisslar. Den första avföringen som kommer ut har inte spjälkats tillräckligt, därför äter de avföringen igen för att utvinna all näring som finns i födan.
Honan är dräktig två eller tre gånger per år och föder mellan en och sju ungar per kull. Varje dräktighet pågår runt 50 dygn.

## Skogsharen och människan

### Jakt
Huvudartikel: Småviltjakt
Skogsharen är ett omtyckt vilt. Den jagas huvudsakligen med drivande hund och då företrädesvis stövare. Vid jakt på hare används hagelgevär. När skogsharen flyr girar de ofta snävare än vad fältharen gör, och de kan även vara benägna att genom avhopp, återvända i sina egna slag, och på annat sätt försvåra hundens arbete. Eftersom jakt på skogshare härigenom kan utgöra en större utmaning än vad som jakt på fältharar kan göra så föredrar de flesta jägare skogsharar framför fältharar.
Tidigare förekom det även att man fångade hare med fälla. En sådan bestod av en snara som gjordes av en tunn ståltråd som applicerades vid ett känt område där det fanns harar. Denna jaktmetod är idag förbjuden i många länder.[källa behövs]
Haren betraktas sällan som ett skadedjur utan mer som en resurs.[källa behövs] Den har inplanterats, exempelvis till England, Wales, Isle of Man och ett antal skotska öar, som jaktvilt. Köttet beskrivs som välsmakande, och har använts inom La haute cuisine.
Det finns inget säkert sätt att åldersbestämma en skogshare. När det gäller yngre harar, upp till cirka fyra månaders ålder, går det att avgöra om det är en årsunge eller inte. Är den äldre blir det mer osäkert. Man kan uppskatta åldern genom att studera tillväxtzonen på till exempel harens överarmsben. Metoden bygger på det faktum att brosket i harens tillväxtzoner övergår till ben efter det att haren nått ungefär åtta månaders ålder, då den slutar växa.

### I kulturen
Haren är ett vanligt och välkänt djur över stora delar av sitt utbredningsområde och förekommer i en mängd sagor, fabler och talesätt. Som fabeldjur representerar den ofta snabbhet, som i haren och igelkotten och sköldpaddan och haren. På grund av sin höga reproduktionstakt är haren på vissa platser, tillsammans med ägget, en påsksymbol, och kallas då för påskharen.
Skogsharen är Medelpads landskapsdjur.

### Namn
Haren har flera äldre dialektala namn som hära i Västerbotten, äri i Älvdalen, Dalarna och ärå i Mora, Dalarna.